# Syncalathium
 Syncalathium  Lipsch., 1956 è un genere di piante angiosperme dicotiledoni della famiglia delle Asteraceae.

## Etimologia
Il nome scientifico del genere è stato definito dal botanico Sergej Julievitsch Lipschitz (1905-1983) nella pubblicazione " 75th Anniv. Vol. Sukatsch. (New Subtr., Gen. & Sp. Fam. Centr. As.)" ( 75th Anniv. Vol. Sukatsch. (New Subtr., Gen. & Sp. Fam. Centr. As.) 358 ) del 1956.

## Descrizione
Habitus. Le specie di questo gruppo sono piante annuali, bienni o perenni di tipo caulescente o acaulescente con abbondante latice amaro.
Fusto. Gli scapi fiorali sono cavi e afilli; possono originare direttamente dal rizoma o germoglio a rosetta con all'apice un ricettacolo piatto, convesso e cavo, portante di solito da alcuni a numerosi capolini sessili o subsessili densamente affollati, spesso sottesi da una foglia ridotta e lineare. In alcuni casi i fusti sono ramificati e densamente frondosi. Le radici in genere sono di tipo fittonante. A volte sono presenti dei fusti sotterranei con foglie squamose.
Foglie. Le foglie formano delle rosette radicali con lamine intere o dentate oppure roncinato-pennatofide. Le foglie lungo il caule sono disposte in modo alterno e spesso sono abbraccianti il caule stesso.
Infiorescenza. L'infiorescenza è composta da uno o più capolini terminali e numerosi aggregati in sinfiorescenze compatte. I capolini, sessili e solamente di tipo ligulifloro, sono formati da un involucro composto da diverse brattee (o squame) all'interno delle quali un ricettacolo fa da base ai fiori ligulati. L'involucro ha una forma strettamente cilindrica ed è formato da una serie di 3 - 6 brattee colorate di rosa o verde pallido, con forme lanceolate e connate alla base. Il ricettacolo è piano e nudo (senza pagliette a protezione della base dei fiori).
Fiori. I fiori, (da 3 a 6 per capolino) tutti ligulati, sono tetra-ciclici (ossia sono presenti 4 verticilli: calice – corolla – androceo – gineceo) e pentameri (ogni verticillo ha in genere 5 elementi). I fiori sono ermafroditi, fertili e zigomorfi.
- Formula fiorale:

*/x K {\displaystyle \infty }, [C (5), A (5)], G 2 (infero), achenio
- Calice: i sepali del calice sono ridotti ad una coroncina di squame.
- Corolla: le corolle sono formate da una ligula terminante con 5 denti; il colore in genere è rosa o porpora; la superficie può essere sia pubescente che glabra.
- Androceo: gli stami sono 5 con filamenti liberi e distinti, mentre le antere sono saldate in un manicotto (o tubo) circondante lo stilo.[11] Le antere alla base sono prive di codette. Il polline è tricolporato.[12]
- Gineceo: lo stilo è filiforme. Gli stigmi dello stilo sono due divergenti e ricurvi con la superficie stigmatica posizionata internamente (vicino alla base).[13] L'ovario è infero uniloculare formato da 2 carpelli.

Frutti. I frutti sono degli acheni con pappo. Gli acheni, con forme oblunghe compresse (più o meno obconico) e 5 nervature longitudinali, sono glabri con apice troncato. Il pappo è formato da setole capillari caduche.

## Biologia
- Impollinazione: l'impollinazione avviene tramite insetti (impollinazione entomogama tramite farfalle diurne e notturne).
- Riproduzione: la fecondazione avviene fondamentalmente tramite l'impollinazione dei fiori (vedi sopra).
- Dispersione: i semi (gli acheni) cadendo a terra sono successivamente dispersi soprattutto da insetti tipo formiche (disseminazione mirmecoria). In questo tipo di piante avviene anche un altro tipo di dispersione: zoocoria. Infatti gli uncini delle brattee dell'involucro si agganciano ai peli degli animali di passaggio disperdendo così anche su lunghe distanze i semi della pianta.

## Distribuzione e habitat
Dalla Himalaya alla Cina.

## Tassonomia
La famiglia di appartenenza di questa voce (Asteraceae o Compositae, nomen conservandum) probabilmente originaria del Sud America, è la più numerosa del mondo vegetale, comprende oltre 23.000 specie distribuite su 1.535 generi, oppure 22.750 specie e 1.530 generi secondo altre fonti (una delle checklist più aggiornata elenca fino a 1.679 generi). La famiglia attualmente (2021) è divisa in 16 sottofamiglie.

### Filogenesi
Il genere di questa voce appartiene alla sottotribù Crepidinae della tribù Cichorieae (unica tribù della sottofamiglia Cichorioideae). In base ai dati filogenetici la sottofamiglia Cichorioideae è il terz'ultimo gruppo che si è separato dal nucleo delle Asteraceae (gli ultimi due sono Corymbioideae e Asteroideae). La sottotribù Crepidinae fa parte del "quarto" clade della tribù; in questo clade è in posizione "centrale" vicina alle sottotribù Chondrillinae e Hypochaeridinae.
I caratteri più distintivi per questa sottotribù (e quindi per i suoi generi) sono:
- in queste piante non sono presenti i peli piccoli, morbidi e ramificati;
- le brattee involucrali sono disposte in due serie ineguali;
- i capolini contengono molti fiori;
- le setole del pappo non sono fragili;
- gli acheni alla base sono poco compressi.

La sottotribù è divisa in due gruppi principali uno a predominanza asiatica e l'altro di origine mediterranea/euroasiatica. Da un punto di vista filogenetico, all'interno della sottotribù, sono stati individuati 5 subcladi. Il genere di questa voce appartiene al subclade denominato " Dubyaea-Nabalus-Soroseris-Syncalathium  clade". Questo subclade, nell'ambito della sottotribù, occupa il "core" della sottotribù ed è inserito in una politomia formata dai subcladi Ixeris-Ixeridium-Taraxacum e Garhadiolus-Heteracia. Il clade, che comprende nove generi: Dubyaea, Hololeion, Nabalus, Syncalathium, Sinoseris, Sonchella, Soroseris, Mojiangia e Spiroseris è fondamentalmente asiatico.
Nel clade  Dubyaea-Nabalus-Soroseris-Syncalathium il genere Syncalathium è situato, in una posizione politomica, nel "core", ed è vicino ai generi Nabalus e Sinoseris. [La precedente configurazione filogenetica è basata sull'analisi di alcune particolari regioni (nrITS) del DNA; analisi su altre regioni (DNA del plastidio) possono dare dei risultati lievemente diversi.]
I caratteri distintivi per le specie del genere di questa voce sono:
- il pappo è monomorfico (privo di un anello esterno di corte setole);
- i capolini sono sessili:
- le infiorescenze sono compatte.

Il numero cromosomico della specie è: 2n = 16 (specie diploidi).
In precedenti trattamenti questo genere era descritto all'interno della sottotribù Lactucinae.

### Elenco delle specie
Questo genere ha 6 specie:
- Syncalathium chrysocephala (C.Shih) S.W.Liu
- Syncalathium disciforme  (Mattf.) Y.Ling
- Syncalathium kawaguchii  (Kitam.) Y.Ling
- Syncalathium orbiculariforme  C.Shih
- Syncalathium porphyreum  (C.Marquand & Airy Shaw) Y.Ling
- Syncalathium roseum  Y.Ling